# Thomson MO5

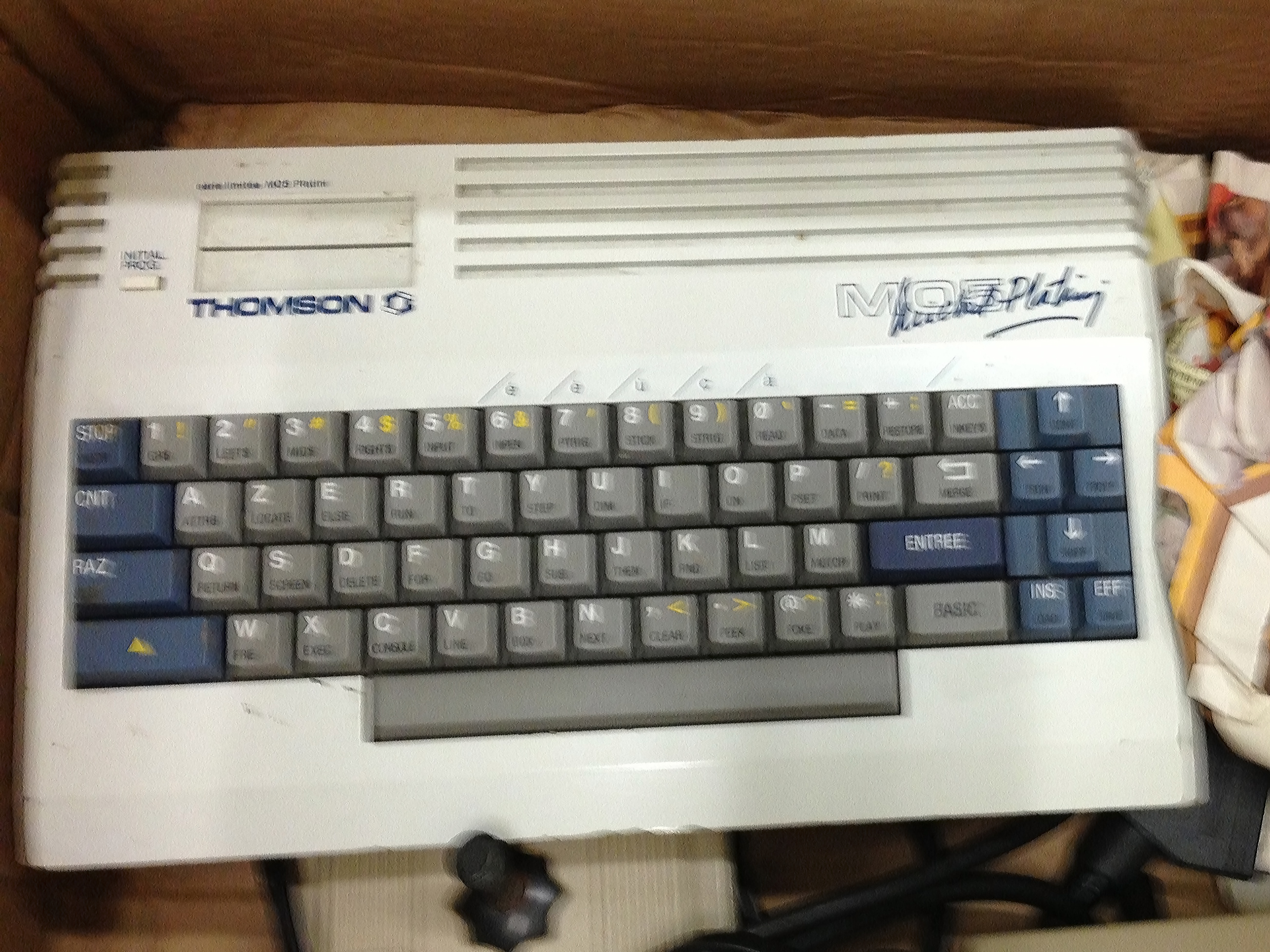
Thomson MO5 Michel Platini.

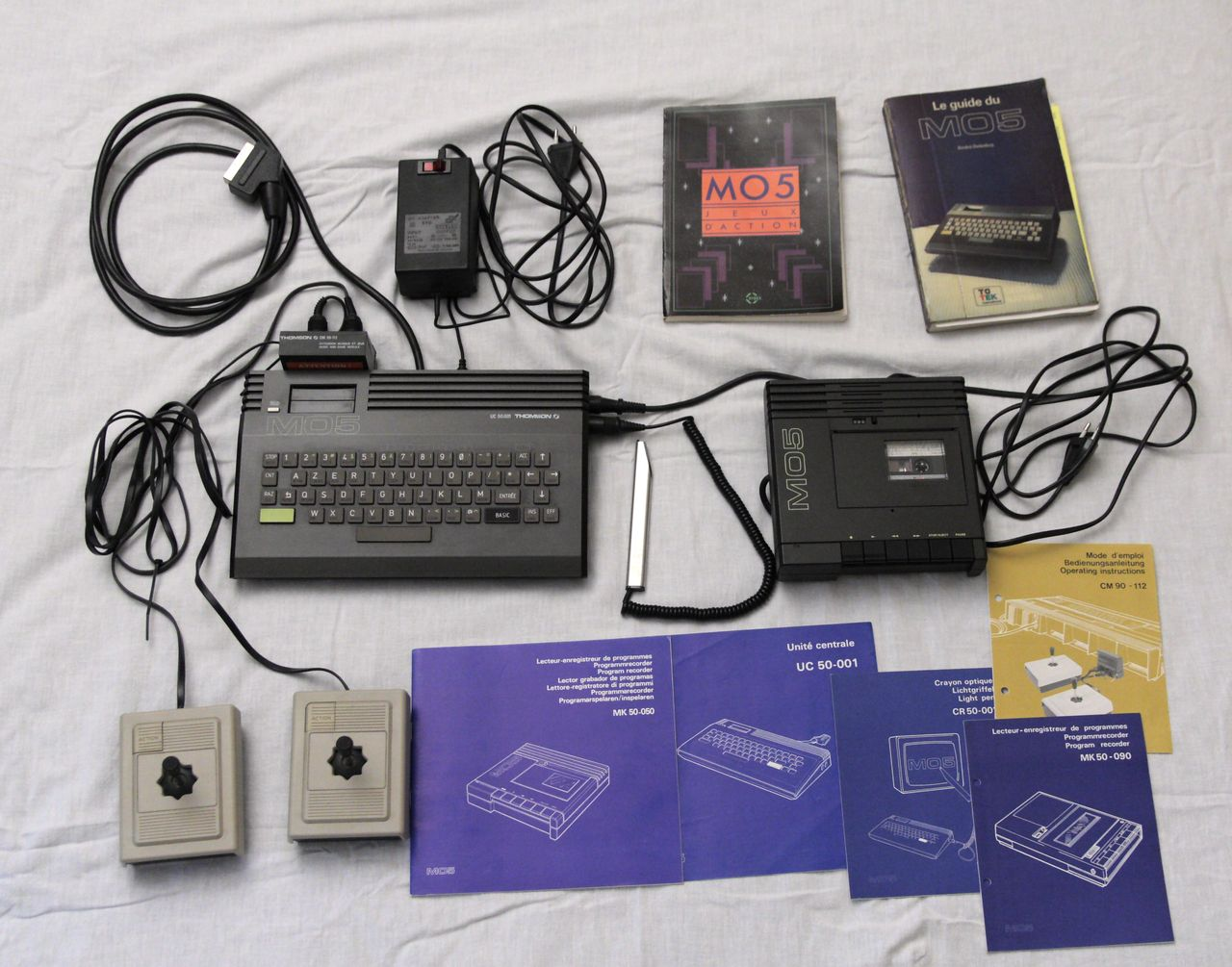
Conjunto de periféricos y libros en torno a un MO5.

El Thomson MO5, coloquialmente MO5, es un ordenador doméstico creado por la Société internationale de micro-informatique et de vidéo (SIMIV, más conocida como Thomson Micro-Informatique o Thomson Micro) una división de la multinacional francesa Thomson SA y lanzado el 9 de junio de 1984. El modelo inicial viene con un teclado de goma. Hay una segunda revisión con el mismo teclado pero placa madre nueva con capacidad de ampliarse a 96 KiB (todo diseñado para soportar nanoréseau, la red propietaria de equipos TO/MO basada en RS-485) y por último una tercera generación que incorpora un teclado mecánico. Este último modelo tuvo además una edición limitada, el Thomson MO5 Michel Platini que venía con una bolsa de transporte de color blanco como la carcasa del equipo con la firma del jugador.
En 1985 llega el Thomson MO5E (Export) : destinado principalmente a Alemania, Suiza y España, tiene un teclado mecánico QWERTY, una interfaz de música y de juegos, un puerto paralelo, modulador PAL interno y una fuente de alimentación integrada. En 1986, la venta de MO5E se extiende al mercado francés, donde el modelo vendido difiere del modelo exportado por su teclado AZERTY y la falta de modulador PAL.
El Thomson MO5NR cuenta con interfaz nanoréseau integrada; a pesar de su nombre, se trata de un Thomson MO6 en una carcasa de MO5E.
El MO5 es esencialmente compatible con el MO6, pero es incompatible con los Thomson TO7 y TO7/70. Los dispositivos para Thomson MO5 eran, sin embargo, mayoritariamente compatibles con toda la gama Thomson.
Cierto número de juegos salieron con una cara con la versión para el TO7 y el TO7/70 y la otra para el MO5, bien por ser juegos en BASIC (usan la misma versión), bien por economía en la distribución. Pero no es posible leer en un MO una cinta TO y viceversa.

## Detalles Técnicos[2]
- CPU Motorola 6809 a 1 MHz
- Peripheral Interface Adapter: Motorola 6821
- ROM: 16 KiB, 14 KiB para el BASIC y 4 KiB para el monitor.
- RAM: 48 KiB ampliables. Utiliza chips TMS 4416 NL
- VRAM: 16 KiB dividida en dos bloques de ocho kilobytes: una dedicada a la imagen monocroma (es decir, un bit por píxel), y el otro al color. Para cada byte de la memoria de forma corresponden dos colores, uno para la tinta (0 a 15) y otro para papel (-1 a -16 en complemento a dos en un byte) , la suma de ambos puede estar contenida en un byte. Por lo que las limitaciones de proximidad son: para cada fila y ocho puntos consecutivos, no puede haber dos colores diferentes.
- Chip de gráficos: manejado por una gate array MC 1300 ALS (se encarga también del manejo del lápiz óptico) que presenta 2 modos: gráficos de 320 x 200 píxeles y modo texto de 40 x 25 caracteres, en matriz de 8x8. 222 caracteres, 128 semigráficos definibles por el usuario.
- Sonido : 1 canal con 4 octavas
- Carcasa rectangular de 51 mm (2,01 pulgadas) H x 291 mm (11,46 pulgadas) W x 190 mm (7,48 pulgadas) D, en plástico marrón oscuro, excepto los Michael Platini (edición especial) en blanco. Trampilla en la zona superior izquierda para cartuchos ROM. En el lateral derecho, conectores DIN de casete y lápiz óptico. En la trasera, toma de alimentación externa (17 V DC), cable Euroconector/Peritel integrado y bus del sistema (justo debajo de la ranura del cartucho). Presenta asimismo tres muescas y dos puntos de sujeción para el periférico de puertos serie y paralelo.
- Teclado AZERTY de 58 teclas auto-repetitivas. Todas las teclas, en combinación con la tecla BASIC, producen un token BASIC. La primera versión incorpora un Teclado tipo chiclet de goma, las siguientes un teclado mecánico, inclinado para una mejor escritura. 58 teclas auto-repetitivas, en gris las alfanuméricas y ACC, MERGE y BASIC, azul oscuro en los modelos con teclado mecánico (el de goma solo tiene diferente la tecla ⇧ Mayús en amarillo y la BASIC en negro): STOP, CNT, RAZ/CLS, ⇧ Mayús, ENTREE, las cuatro del cursor e INS, EFF (estas 2 últimas apiladas bajo la cruceta a la derecha del teclado). Una tecla RESET junto a la ranura de cartucho.
- Soporte: 
  - Interfaz de casete propietaria a 1200 baudios.
  - Hasta 4 unidades de disquete de 5,25. Las iniciales de 90 Kb, las anunciadas en España de 320 Kb.
  - Unidad QuickDisk, semejantes a las desarrolladas para otros equipos ( Sinclair ZX Spectrum, Commodore 64, etc)
  - Cartucho ROM de hasta 32 Kb
  - Como desarrollo moderno, ROMDisk 128 Kb para simular mediante EPROM un disco con el OS/9 para MO5
- Entrada/Salida :
  - Salida Euroconector (cable integrado)
  - Conector DIN 5 de Interfaz de casete propietaria a 1200 baudios
  - Conector DIN 5 de lápiz óptico
  - Bus de expansión
  - Ranura de cartuchos ROM
  - Conector de barrilete de la fuente de alimentación externa DC 17V 750 mA negativo dentro positivo fuera.

## Paleta de colores
| Número | Nombre  | Número | Nombre        |
| ------ | ------- | ------ | ------------- |
| 0      | noir    | 8      | gris          |
| 1      | rouge   | 9      | vieux rose    |
| 2      | vert    | 10     | vert clair    |
| 3      | jaune   | 11     | sable         |
| 4      | bleu    | 12     | bleu ciel     |
| 5      | magenta | 13     | magenta clair |
| 6      | cyan    | 14     | cyan clair    |
| 7      | blanc   | 15     | orange        |

## Descripción
En su lanzamiento, el Thomson MO5 tenía un precio de 2.390 Francos, unos 362 € en 2013. Para la Navidad de 1984, Thomson ofrece un paquete especial con un MO5 con teclado mecánico, un reproductor de casetes, un lápiz óptico, el juego Mandragore , el software « Pictor » y una guía de introducción a BASIC; el conjunto se asocia con el eslogan publicitario « Tout un monde dans un cadeau »(Un mundo entero en un regalo).
La serie limitada Michel Platini consistía en : un MO5 de carcasa blanca con teclado mecánico, el lectograbador de casetes específico del MO5, un lápiz óptico, la ampliación « Musique et jeux » (un sintetizador musical o vocal de 4 voces sobre 7 Octavas, y 2 joysticks), 3 programas (el juego Numéro 10 publicado por FIL, el juego Super Tennis publicado por  Answare, y « Premiers pas vers le basic » publicado por VIFI-Nathan), el libro « Un micro-ordinateur à la maison, pourquoi ? Pour quoi ? » ISBN 978-2-7124-0559-5, el manual de usuario del MO5, y una bolsa de bandolera blanca y azul con el eslogan « Thomson, tu me rends micro ».
Consta de un procesador de 8 bits Motorola 6809E a 1 MHz, una ROM de 16 KB y 48 KB de RAM, de la que 32 KB están disponibles para el usuario. Emplea una resolución de pantalla de 320x200 píxels en 16 colores (con contrastes de proximidad) para el modo gráfico y 25 líneas de 40 columnas para el modo texto.
Técnicamente, de los 48 KiB de RAM están disponibles para el usuario 32 KiB libres; una ampliación de memoria de 64 KiB permite al usuario llegar a un total de 96 KB utilizables. El sonido era generado por un chip de sonido de 1 bit (ampliable mediante un DAC de 6 bits). El lectograbador de casete era específico para MO5 : las lectograbadoras estándar no podían utilizarse, y la lectograbadora para TO7 era incompatible. Por último, el usuario podría conectar unidades externas de disquete de 3,5 o  5,25 pulgadas (o una unidad Quick Disk Drive, abreviada QDD).
La distribución del MO5 fue escasa fuera de Francia, donde participó junto con el TO7, en un programa nacional de equipamiento informático de escuelas e institutos a principios de los años 80 en Francia: el Plan informatique pour tous. Esto aseguró un volumen de producción importante a su fabricante, y una gran visibilidad que le permite marcar los recuerdos de muchos estudiantes franceses. Pero las dificultades que implicaron una producción en cadena extraordinariamente importante para la época le dio también una reputación de ser una máquina poco fiable. A través de los años y con ventas de alrededor de medio millón de unidades, Thomson Micro rediseñó su placa madre. Él se utiliza sobre todo en entornos nanoréseau.